# Fuerte de Copacabana
El Fuerte de Copacabana (en portugués: Forte de Copacabana) es una base militar en el extremo sur de la playa que delimita el barrio de Copacabana, en la ciudad de Río de Janeiro en Brasil. La base está abierta al público y contiene el Museo Histórico del Ejército (Museu Histórico do Exército) y además de instalaciones costeras defensivas que constituyen el actual Fuerte de Copacabana.
La fortaleza está construida sobre un promontorio que originalmente contenía una pequeña capilla que tenía una réplica de la Virgen de Copacabana, patrona de Bolivia. En 1908 el ejército brasileño comenzó a construir un moderno defensa fuerte costero en el cabo para proteger tanto a la playa de Copacabana, a la entrada del puerto de Río de Janeiro.
El 5 de julio de 1922, la fortaleza fue el punto central de una revuelta en el Fuerte de Copacabana. Fue la primera revuelta del movimiento tenentista, en el contexto de la Antigua República brasileña.
Para los Juegos Olímpicos de 2016, el fuerte se usó para albergar las carreras de ciclismo (salida y meta), maratón de natación y triatlón.